# Кошути (Сьредський повіт)
Кошути (пол. Koszuty, нім. Körber) — село в Польщі, у гміні Сьрода-Велькопольська Сьредського повіту Великопольського воєводства.
Населення — 443 особи (2011).
У 1975-1998 роках село належало до Познанського воєводства.

## Демографія
Демографічна структура станом на 31 березня 2011 року:
|          | Загалом | Допрацездатний вік | Працездатний вік | Постпрацездатний вік |
| -------- | ------- | ------------------ | ---------------- | -------------------- |
| Чоловіки | 228     | 49                 | 160              | 19                   |
| Жінки    | 215     | 38                 | 139              | 38                   |
| Разом    | 443     | 87                 | 299              | 57                   |